# محمد بالي
محمد بالي (مواليد 1979) هو عالم فيزيائي مغربي، اشتهر بعمله في المواد المغناطيسية والتبريد المغناطيسي. عمل في مجال البحث العلمي في فرنسا وسويسرا، ويعمل حاليًا في معهد الكم بجامعة شيربروك في كندا.

## أعمال
محمد أجرى بحثًا علميًا عن تأثير الحقل المغناطيسي الدوار في المواد القائمة على أكسيد HoMn2O5. واقترح مفهومًا مبتكرًا لإسالة الهيليوم والهيدروجين. في مقال نُشر في المجلة الأميركية رسائل الفيزياء التطبيقية [الإنجليزية] في عام 2009، تساءل فيه عن اكتشاف التأثير المغناطيسي الهائل في عائلة Mn1-xFexAs pnictides والذي نشرته أيضًا مجلة نيتشر البريطانية؛ وقد أثبت عدم وجود مثل هذا التأثير، وأوضح أن الاستخدام غير المناسب لعلاقة ماكسويل ووجود التلاكؤ هما سبب القيم غير الواقعية للتأثير المغنطيسي المقاس في هذه المواد. وقام أيضًا بتطوير نظام تبريد مغناطيسي. الذي يعمل على تقليل الطاقة الكهربائية التي تستهلكها الثلاجات المغناطيسية القياسية بشكل كبير، عن طريق تعويض القوى المغناطيسية. حيث حصل عمله البحثي على العديد من الجوائز العلمية، مثل جائزة الباحث النجمي الممنوحة من صندوق أبحاث الطبيعة والتقنيات في كندا، وجائزة البحث والإبداع التي تمنحها جامعة شيربروك.